# Profilscheinwerfer

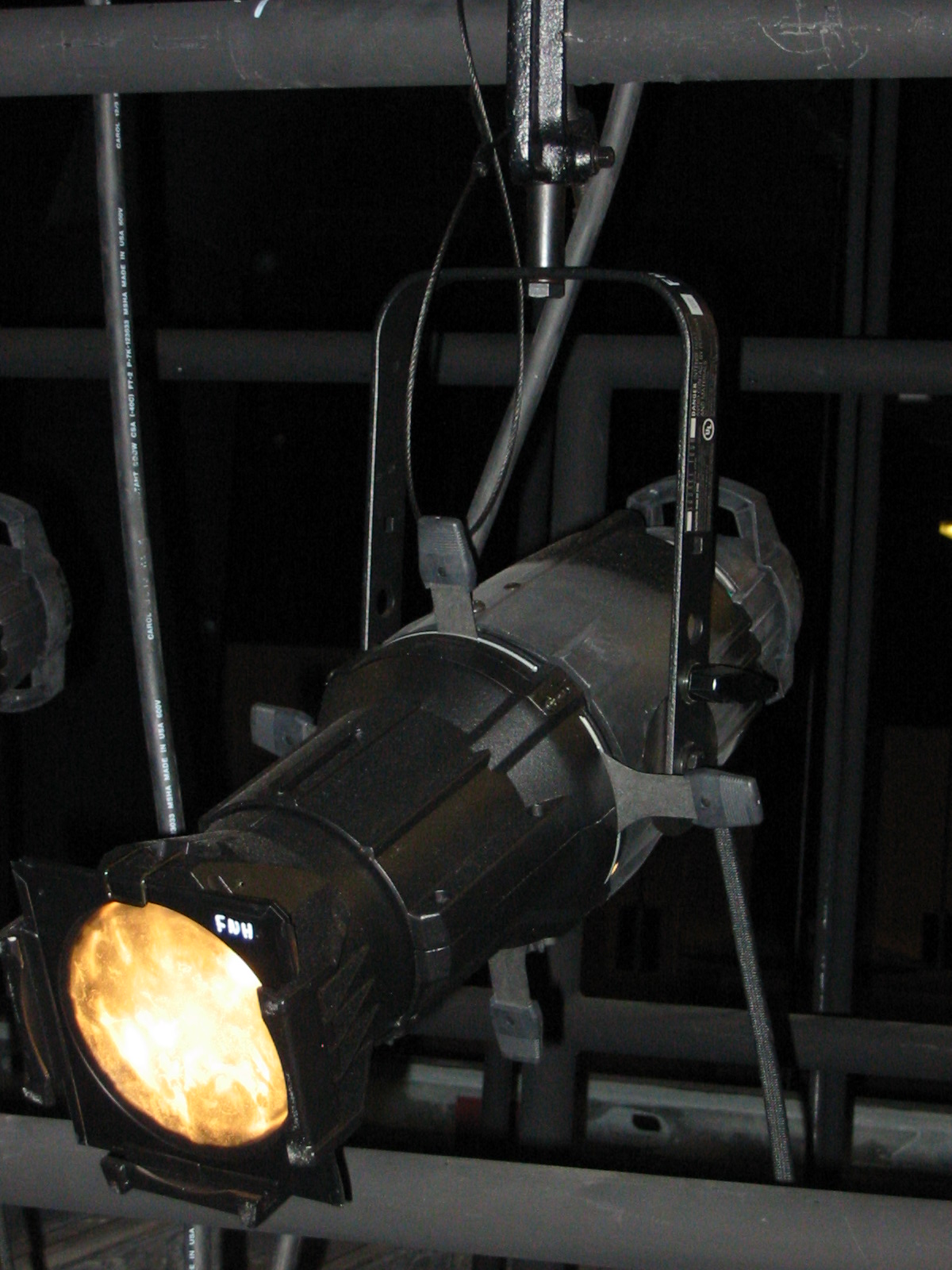
Profilscheinwerfer

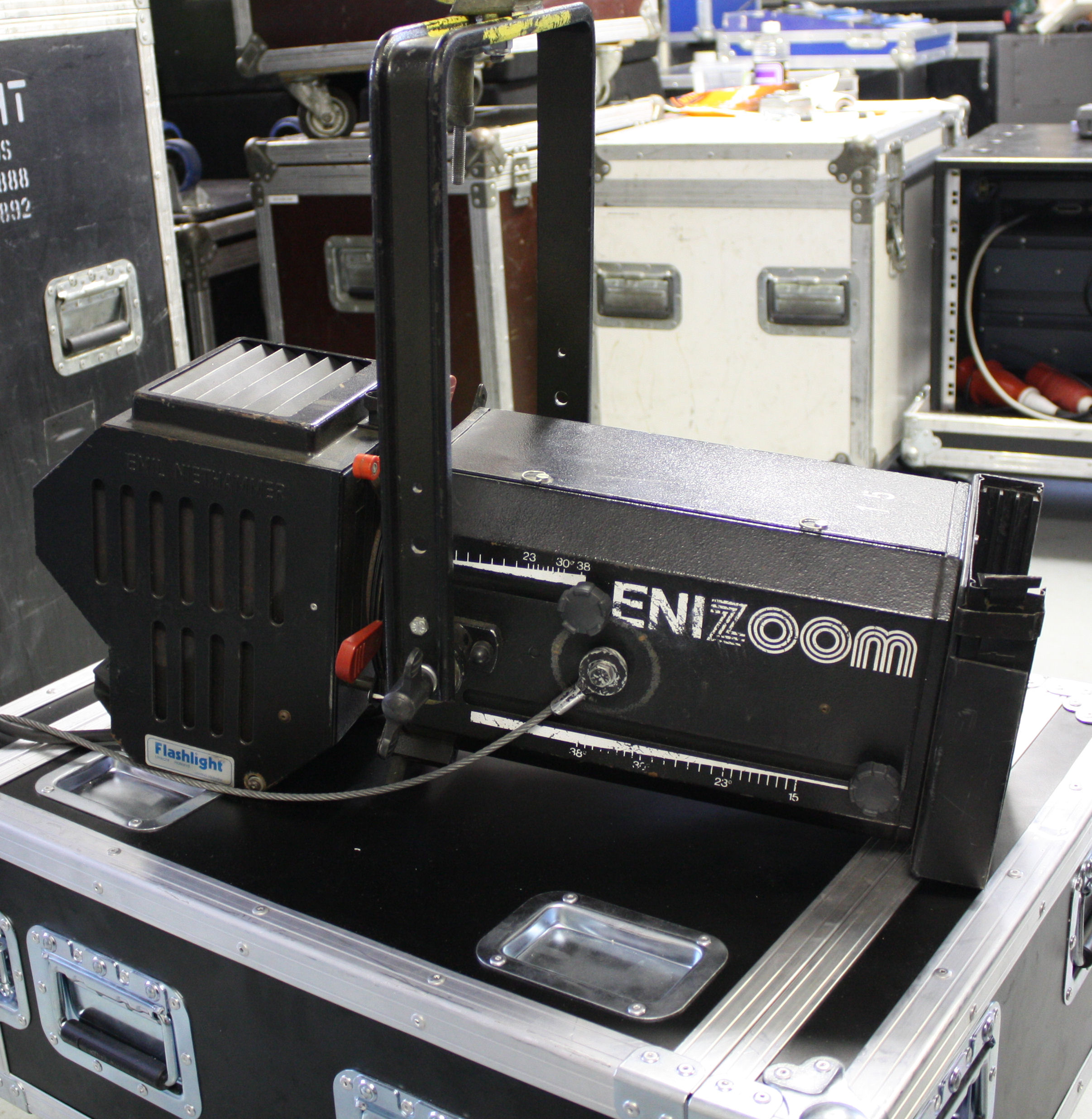
Profilscheinwerfer mit Zoom

Profilscheinwerfer (auch Konturenstrahler) werden in der Veranstaltungsbeleuchtung zur Projektion eines klar abgegrenzten beleuchteten Bereichs eingesetzt. Durch den Einsatz eines Doppellinsensystemes wird die Scharfstellung eines Projektionsbereiches erwirkt. Die Abgrenzung zu den Dunkelbereichen ist präzise und exakt.
Es gibt Profilscheinwerfer mit manuellem und automatischem Fokus auf dem Markt. Versionen mit automatischem Fokus besitzen in aller Regel auch Farbräder oder auch Goboräder zur Projektion
von Mustern und Figuren mit scharfer Abgrenzung.
Die Fortentwicklung von einfachen Profilscheinwerfern sind Scanner und Moving Heads.

## Details
Grundsätzlich ist ein Profilscheinwerfer ein Projektionsgerät und hat denselben optischen Aufbau wie jeder Diaprojektor, Filmprojektor oder Videoprojektor.
Er besteht aus (in der Reihenfolge von der Entstehung des Lichtes bis zum Austritt aus dem Gerät):
- Lichtquelle
- Kondensorsystem
- Träger für das Projektionsobjekt
- Projektionsobjektiv

Mechanisch ist der Profilscheinwerfer im Wesentlichen aufgebaut aus Lampenhaus mit Leuchtmittel und Kondensoroptik sowie dem Tubus mit Objekt-Träger und Projektionsobjektiv. Letzteres kann mit fester Brennweite (nur eine Linse, beweglich) oder mit veränderlicher Brennweite (zwei Linsen, zueinander sowie zum Objekt beweglich - Zoomobjektiv) ausgeführt sein.
Der Objekt-Träger beinhaltet die Aufnahmen für die vier Shutter-Bleche (zum Begrenzen des Lichtkegels), im Regelfall für eine Irisblende sowie bei höherwertigen Geräten zusätzlich auch für sogenannte Gobos (in Blech gestanzte oder geschnittene Projektionsvorlagen).
Grundsätzlich könnten hier auch Dias oder auf Glas gemalte Vorlagen verwendet werden; die Qualität der Projektion wird aber meistens unzureichend sein.

## Verwendung des Scheinwerfer
Verwendet wird der Profilscheinwerfer
- zur Erzeugung eines scharf begrenzten Lichtkegels
- zur Begrenzung des Lichtkegels mit scharfen Kanten
- zur Projektion eines graphischen Objektes
- zum Beleuchten aus größerer Entfernung unter Vermeidung von Streulicht
- in spezieller Ausführung als Verfolgerscheinwerfer

Die Lichtverteilung des Lichtkegels ist relativ gleichmäßig, ohne deutlichen Fokus. Deswegen kann die Lichtstimmung je nach Anwendung etwas flach wirken. 
Aus diesem Grund empfiehlt sich ein Einsatz für andere als die oben genannten Verwendungszwecke nicht.